# Olympia (album de Christophe)
Pour les articles homonymes, voir Olympia.
Albums de Christophe
Les Mots bleus
(1974) Samouraï
(1976)
 Olympia est le premier album live de Christophe, enregistré les 26 et 27 novembre 1974 à l’Olympia, et paru en 1975.
Le chanteur a connu deux ans plus tôt Jean-Michel Jarre, alors inconnu, qui devient son parolier pour les albums Les Mots bleus et Les Paradis perdus.

## Le Show
Le show que va donner Christophe à l'Olympia marquera les mémoires des spectateurs présents. Le spectacle est produit par Francis Dreyfus. Le décor est féerique et grandiose. À la fin du titre Emporte-moi, longue suite progressive de plus de 14 minutes, Christophe et son magnifique piano à queue blanc laqué volent au-dessus de la scène, effet mis en scène par l'illusionniste Dominique Webb.
La musique, quant à elle, est très différente de ce qui se produit en France à l'époque. Les effets de guitares Flanger, Reverbe, Phaser de même que le Mellotron contribuent à produire un son qui n'est pas sans rappeler la musique psychédélique et progressive de groupes comme Pink Floyd, Soft Machine ou Genesis.

## Le disque
Olympia paraît en double album live en 1975 chez Motors.
La pochette du double 33T est un dessin sur fond bleu où l'on voit le chanteur au nouveau look à moustache, en veste de satin rose, jouant de son piano blanc au-dessus des nuages. À l'intérieur de la pochette figurent 6 photos des musiciens, ainsi que le commentaire suivant : « Christophe remercie la Maison Cerruti pour la création de ses costumes de scène, Amadeo pour sa chorégraphie, Dominique Webb pour son aide technique, (...). La maison Newman a habillé les danseurs. Les soirées du 26 et 27 novembre 1974 étaient patronnées par Europe 1 dans le cadre d'un Musicorama exceptionnel. (...) Les photos intérieures sont tirées du film réalisé pendant le spectacle par Alain Laveassière. »
Sur la réédition de l'album au format CD de 2004, les 5e et 8e chansons Belle et  La Danse du Nain ont été supprimées.

## Réception
Selon l'édition française du magazine Rolling Stone, cet album est le 53e meilleur album de rock français.

## Chansons
1. Souvenirs (1 min 05 s)
2. La Petite Fille du 3e (3 min 48 s)
3. Les Mots Bleus (4 min 37 s)
4. Mama (2 min 11 s)
5. Belle (3 min 26 s)
6. Mickey (2 min 31 s)
7. Le Temps de Vivre (4 min 50 s)
8. Du Pain et du Laurier (3 min 15 s)
9. La Danse du Nain (2 min 55 s)
10. Les Paradis perdus (8 min 15 s)
11. Le Dernier des Bevilacqua (10 min)
12. Emporte-moi (14 min 39 s)
13. Introduction (présentation des musiciens, 3 min 45 s)
14. Le Petit Gars (4 min 25 s)
15. Señorita (3 min 35 s)
16. Drôle de vie (6 min 30 s)

## Crédits
- Arrangements, Piano, Guitar, Harmonica – Christophe
- Guitare Lead– Patrice Tison
- Guitar Rythmique – Pascal Lefebvre
- Guitare Basse – Didier Batard
- Piano, Piano électrique [Fender Rhodes] – Dominique Perrier
- Orgue, Synthetiser, Mellotron – Alain Wisniak
- Batterie – Bunny
- Design – Bernard Beaugendre
- Illustration [Recto Verso] – César Andreini
- Paroles – G. Thibaut (titres: A2, A5), J.M. Jarre (titres: A3, A4, A6, B1, B4 to C2, D2 to D4) D. Morrison (2) (titres: B2), D. Perrier (titre: B3), P. Tison (titre: D1)
- Éclairages – Jacques Rouvey Rollis
- Aide Technique – Dominique Webb
- Technicien Son – Philippe Perreron
- Enregistré et Mixé – Jacques Dutillet, René Ameline
- Photo de Christophe – James Andanson
- Photographies intérieures – Alain Leveassiere
- Producteur – Francis Dreyfus